# Alfred Kendziora
Alfred Kendziora (* 12. Februar 1925 in Danzig; † 27. August 2011 in Lüneburg) war ein deutscher Offizier, zuletzt im Dienstgrad eines Brigadegenerals des Heeres der Bundeswehr.

## Leben
Kendziora wuchs im etwa 30 Kilometer von Danzig entfernten Dorf Bärwalde auf und besuchte die Städtische Aufbauschule in Neuteich. Er trat zum 1. Februar 1943 in die Waffen-SS ein und war während des Zweiten Weltkriegs unter anderem in der SS-Verfügungsdivision zuletzt als Panzerkommandant in der 2. SS-Panzer-Division „Das Reich“ eingesetzt, aus der er zu Kriegsende als Untersturmführer ausschied. 
Nach dem Zweiten Weltkrieg begann er ein Bergbaustudium, trat im Juli 1960 in die Panzertruppe der Bundeswehr ein, war Kompaniechef der Panzerjägerkompanie 40 in Kassel, Hörsaalleiter an der Kampftruppenschule III in Munster, stellvertretender Bataillonskommandeur des Panzergrenadierbataillons 43 in Göttingen, Kommandeur des Panzerjägerbataillons 44, Lehrgruppenkommandeur an der Kampftruppenschule II in Munster, stellvertretender Kommandeur der Panzerbrigade 8 in Lüneburg, ab 1979 Kommandeur des Heimatschutzkommando 15 und zuletzt ab 1981 der Heimatschutzbrigade 53. Mit Ablauf des März 1985 wurde er in den Ruhestand versetzt.
1982 wurde Kendziora mit dem Verdienstkreuz 1. Klasse des Verdienstordens der Bundesrepublik Deutschland ausgezeichnet. Er war verheiratet.